# Eurovision Song Contest 1989
Der 34. Eurovision Song Contest, offiziell in diesem Jahr Concours Eurovision de la Chanson, fand am 6. Mai 1989 im Palais de Beaulieu in den Messehallen sechs und sieben in Lausanne statt, nachdem Céline Dion ein Jahr zuvor für die Schweiz den Sieg geholt hatte. Diesmal gelang Jugoslawien der Sieg mit dem Lied Rock Me der Gruppe Riva.

## Besonderheiten
Für Deutschland nahm der Sänger Nino de Angelo mit dem Titel Flieger teil, der auf dem 14. Platz landete. Der Gastgeber war mit Viver senza tei der Gruppe Furbaz, dem ersten und bis heute einzigen Lied auf Rätoromanisch beim ESC, auf Platz 13 eine Position besser. Österreich kam mit Nur ein Lied von Thomas Forstner auf Platz 5. Sowohl der deutsche als auch der österreichische Beitrag wurden von Dieter Bohlen komponiert. Den deutschen Kommentar für die ARD sprach Thomas Gottschalk.
Im Vorfilm bereiste ein kleines Mädchen, die Kinderbuch-Figur Heidi darstellend, die Sehenswürdigkeiten der Schweiz. Mit einer Länge von 7 Minuten ist dieser Vorfilm der längste der ESC-Geschichte. Die Reise der kleinen Heidi endete an der Hand von Céline Dion am Eingang des Palais des Beaulieu und mit dem Beginn der Show, die mit dem Vorjahres-Siegerlied Ne partez pas sans moi eröffnet wurde.
Eine Panne passierte im Pausenprogramm beim Wilhelm-Tell-Showteil; der Pfeil der Armbrustkettenreaktion verfehlte den Apfel auf dem Kopf der Assistentin knapp, so dass der Artist Guy Tell sich kurz wegdrehte und verdeckt den Pfeil in den Apfel steckte. In der Zeitlupe wurde dann der gelungene Versuch aus der Generalprobe eingespielt.
Auch in diesem Jahr gab es einmal null Punkte, diesmal für den Beitrag aus Island.
Beim Grand Prix 1989 entsandten zwei Länder Kinder zum Wettbewerb. Frankreich schickte ein elfjähriges Mädchen, Israel einen zwölfjährigen Jungen ins Rennen. Aufgrund der öffentlichen Kritik daran, setzte die EBU im darauf folgenden Jahr das Mindestalter der Interpreten auf 16 Jahre hinauf (der 16. Geburtstag muss im Jahr des Contests liegen).

## Teilnehmer

Teilnehmende Länder
Länder, die bereits an einem früheren ESC teilgenommen hatten, aber nicht im Jahr 1989

Diesmal konnte auch Zypern nach einem Jahr „Zwangspause“ wieder teilnehmen, so dass 22 Länder am Start waren.

### Wiederkehrende Interpreten
| Land         | Interpret                    | Vorheriges Teilnahmejahr                                                                                      |
| ------------ | ---------------------------- | --- |
| Dänemark     | Søren Bundgaard (Begleitung) | 1984 (als Mitglied von Hot Eyes) • 1985 (als Mitglied von Hot Eyes) • 1988 (als Mitglied von Kirsten & Søren) |
| Griechenland | Mariana                      | Begleitung: 1987                                                                                              |
| Niederlande  | Justine Pelmelay             | Begleitung: 1988                                                                                              |

### Dirigenten
Jedes Lied außer jenen aus Deutschland, Island und Österreich wurde mit Live-Musik begleitet bzw. kam Live-Musik zum Einsatz – folgende Dirigenten leiteten das Orchester bei dem jeweiligen Land:
- Italien – Mario Natale
- Israel – Shaike Paikov
- Irland – Noel Kelehan
- Niederlande – Harry van Hoof
- Türkei – Timur Selçuk
- Belgien – Freddy Sunder
- Vereinigtes Königreich – Ronnie Hazlehurst
- Norwegen – Pete Knutsen
- Portugal – Luis Duarte
- Schweden – Anders Berglund
- Luxemburg – Benoît Kaufman
- Dänemark – Henrik Krogsgård, Benoît Kaufman a
- Österreich – keine Orchesterbegleitung
- Finnland – Ossi Runne
- Frankreich – Guy Matteoni
- Spanien – Juan Carlos Calderón
- Zypern – Charis Andreadis
- Schweiz – Benoît Kaufman
- Griechenland – Yiorgos Niarchos
- Island – keine Orchesterbegleitung
- BR Deutschland – keine Orchesterbegleitung
- Jugoslawien – Nikica Kalogjera

## Abstimmungsverfahren
In jedem Land gab es eine elfköpfige Jury, die zunächst die zehn besten Lieder intern ermittelten. Danach vergaben die einzelnen Jurys 12, 10, 8, 7, 6, 5, 4, 3, 2 Punkte und 1 Punkt an diese zehn besten Lieder.

## Platzierungen
| Platz | Startnr. | Land                   | Interpret                                                                | Titel (M = Musik; T = Text)                                                                                     | Sprache        | Übersetzung                         | Punkte |
| ----- | -------- | ---------------------- | ------------------------------------------------------------------------ | --- | -------------- | ----------------------------------- | ------ |
| 01.   | 22       | Jugoslawien            | Riva                                                                     | Rock Me M: Rajko Dujmić; T: Stevo Cvikić                                                                        | Kroatisch b    | Rock mich                           | 137    |
| 02.   | 07       | Vereinigtes Königreich | Live Report                                                              | Why Do I Always Get It Wrong? M: John Beeby; T: Brian Hodgson                                                   | Englisch       | Warum verstehe ich es immer falsch? | 130    |
| 03.   | 12       | Dänemark               | Birthe Kjær                                                              | Vi maler byen rød M: Søren Bundgaard; T: Keld Heick                                                             | Dänisch        | Wir malen die Stadt rot an          | 111    |
| 04.   | 10       | Schweden               | Tommy Nilsson                                                            | En dag M: Alexander Bard, Ola Håkansson, Tim Norell; T: Tim Norell, Ola Håkansson                               | Schwedisch     | Eines Tages                         | 110    |
| 05.   | 13       | Österreich             | Thomas Forstner                                                          | Nur ein Lied M: Dieter Bohlen; T: Joachim Horn-Bernges                                                          | Deutsch        | —                                   | 097    |
| 06.   | 16       | Spanien                | Nina                                                                     | Nacida para amar M/T: Juan Carlos Calderón                                                                      | Spanisch       | Geboren, um zu lieben               | 088    |
| 07.   | 14       | Finnland               | Anneli Saaristo                                                          | La dolce vita M: Matti Puurtinen; T: Turkka Mali                                                                | Finnisch c     | Das süße Leben                      | 076    |
| 08.   | 15       | Frankreich             | Nathalie Pâque                                                           | J’ai volé la vie M: Guy Mattéoni, G.G. Candy; T: Sylvain Lebel                                                  | Französisch    | Ich habe das Leben gestohlen        | 060    |
| 09.   | 01       | Italien                | Anna Oxa e Fausto Leali                                                  | Avrei voluto M: Franco Fasano; T: Franco Ciani, Fabrizio Berlincioni                                            | Italienisch    | Ich hätte gewollt                   | 056    |
| 10.   | 19       | Griechenland           | Mariana Μαριάννα                                                         | To dhiko su asteri (Το δικό σου αστέρι) M: Yannis Kyris, Marianna Efstratiou; T: Villy Sanianu                  | Griechisch     | Dein eigener Stern                  | 056    |
| 11.   | 17       | Zypern                 | Fani Polymeri ke Giannis Savvidakis Φανή Πολυμέρη και Γιάννης Σαββιδάκης | Apopse as vrethume (Απόψε ας βρεθούμε) M: Marios Meletiou; T: Efi Meletiou                                      | Griechisch     | Treffen wir uns heute Nacht         | 051    |
| 12.   | 02       | Israel                 | Gili & Galit גילי וגלית                                                  | Derech hamelech (דרך המלך) M/T: Shaike Paikov                                                                   | Hebräisch      | Der Königsweg                       | 050    |
| 13.   | 18       | Schweiz                | Furbaz                                                                   | Viver senza tei M/T: Marie Louise Werth                                                                         | Rätoromanisch  | Ohne dich leben                     | 047    |
| 14.   | 21       | BR Deutschland         | Nino de Angelo                                                           | Flieger M: Dieter Bohlen; T: Joachim Horn-Bernges                                                               | Deutsch        | —                                   | 046    |
| 15.   | 04       | Niederlande            | Justine Pelmelay                                                         | Blijf zoals je bent M: Jan Kisjes; T: Cees Bergman, Geertjan Hessing, Aart Mol, Erwin van Prehn, Elmer Veerhoff | Niederländisch | Bleib, wie du bist                  | 045    |
| 16.   | 09       | Portugal               | Da Vinci                                                                 | Conquistador M: Ricardo; T: Pedro Luis                                                                          | Portugiesisch  | Konquistador (Eroberer)             | 039    |
| 17.   | 08       | Norwegen               | Britt Synnøve Johansen                                                   | Venners nærhet M: Inge Enoksen; T: Leiv N. Grøtte                                                               | Norwegisch     | Die Nähe von Freunden               | 030    |
| 18.   | 03       | Irland                 | Kiev Connolly and The Missing Passengers                                 | The Real Me M/T: Kiev Connolly                                                                                  | Englisch       | Das wahre Ich                       | 021    |
| 19.   | 06       | Belgien                | Ingeborg                                                                 | Door de wind M/T: Stef Bos                                                                                      | Niederländisch | Durch den Wind                      | 013    |
| 20.   | 11       | Luxemburg              | Park Café                                                                | Monsieur M: Maggie Parke, Gast Waltzing; T: Bernard Loncheval, Yves Lacomblez, Maggie Parke                     | Französisch    | (Mein) Herr                         | 008    |
| 21.   | 05       | Türkei                 | Pan                                                                      | Bana bana M/T: Timur Selçuk                                                                                     | Türkisch       | Mir, mir                            | 005    |
| 22.   | 20       | Island                 | Daníel Ágúst Haraldsson                                                  | Það sem enginn sér M/T: Valgeir Guðjónsson                                                                      | Isländisch     | Was niemand sieht                   | 000    |

## Punktevergabe
| Land | Abstimmungsergebnisse | Abstimmungsergebnisse | Abstimmungsergebnisse | Abstimmungsergebnisse | Abstimmungsergebnisse | Abstimmungsergebnisse | Abstimmungsergebnisse | Abstimmungsergebnisse | Abstimmungsergebnisse | Abstimmungsergebnisse | Abstimmungsergebnisse | Abstimmungsergebnisse | Abstimmungsergebnisse | Abstimmungsergebnisse | Abstimmungsergebnisse | Abstimmungsergebnisse | Abstimmungsergebnisse | Abstimmungsergebnisse | Abstimmungsergebnisse | Abstimmungsergebnisse | Abstimmungsergebnisse | Abstimmungsergebnisse | Abstimmungsergebnisse | Abstimmungsergebnisse |
| Land | Punkte                | IT                    | IL                    | IE                    | NL                    | TR                    | BE                    | UK                    | NO                    | PT                    | SE                    | LU                    | DK                    | AT                    | FI                    | FR                    | ES                    | CY                    | CH                    | GR                    | IS                    | DE                    | YU                    | Votings               |
| --- | --------------------- | --------------------- | --------------------- | --------------------- | --------------------- | --------------------- | --------------------- | --------------------- | --------------------- | --------------------- | --------------------- | --------------------- | --------------------- | --------------------- | --------------------- | --------------------- | --------------------- | --------------------- | --------------------- | --------------------- | --------------------- | --------------------- | --------------------- | --------------------- |
| Italien | 056                   |                       | –                     | –                     | –                     | –                     | –                     | –                     | –                     | 7                     | –                     | –                     | –                     | –                     | 10                    | –                     | 12                    | 6                     | 2                     | 4                     | –                     | 7                     | 8                     | 08                    |
| Israel | 050                   | 1                     |                       | 7                     | 3                     | –                     | –                     | 2                     | –                     | –                     | 5                     | –                     | 5                     | –                     | 5                     | –                     | –                     | –                     | 7                     | –                     | 5                     | 3                     | 7                     | 11                    |
| Irland | 021                   | –                     | –                     |                       | –                     | 7                     | 3                     | –                     | 3                     | –                     | –                     | 2                     | –                     | –                     | –                     | –                     | –                     | –                     | –                     | –                     | –                     | 4                     | 2                     | 06                    |
| Niederlande | 045                   | 10                    | –                     | 3                     |                       | –                     | –                     | 3                     | –                     | –                     | –                     | 1                     | –                     | 4                     | 4                     | 7                     | 6                     | –                     | –                     | 1                     | –                     | 6                     | –                     | 10                    |
| Türkei | 005                   | –                     | –                     | –                     | –                     |                       | –                     | –                     | –                     | –                     | –                     | –                     | –                     | –                     | –                     | –                     | 1                     | –                     | –                     | –                     | –                     | –                     | 4                     | 02                    |
| Belgien | 013                   | –                     | –                     | 5                     | 5                     | –                     |                       | –                     | 2                     | –                     | –                     | –                     | –                     | –                     | –                     | –                     | –                     | –                     | –                     | –                     | 1                     | –                     | –                     | 04                    |
| Vereinigtes Königreich                                                                                                 | 130                   | 6                     | 7                     | 4                     | 7                     | 1                     | –                     |                       | 12                    | 12                    | 10                    | 12                    | 1                     | 8                     | 6                     | 12                    | 10                    | 2                     | –                     | 2                     | –                     | 12                    | 6                     | 18                    |
| Norwegen | 030                   | –                     | 2                     | –                     | 2                     | 5                     | 8                     | –                     |                       | –                     | 2                     | –                     | 6                     | –                     | –                     | 4                     | –                     | –                     | 1                     | –                     | –                     | –                     | –                     | 08                    |
| Portugal | 039                   | –                     | –                     | –                     | –                     | 4                     | 2                     | –                     | 1                     |                       | 3                     | 7                     | –                     | 6                     | 2                     | –                     | 8                     | –                     | –                     | 6                     | –                     | –                     | –                     | 09                    |
| Schweden | 110                   | –                     | 6                     | –                     | –                     | –                     | 6                     | 4                     | 8                     | 8                     |                       | 6                     | 12                    | 12                    | –                     | 2                     | 5                     | 8                     | 3                     | 8                     | 2                     | 8                     | 12                    | 16                    |
| Luxemburg | 008                   | –                     | –                     | –                     | –                     | –                     | –                     | –                     | –                     | –                     | –                     |                       | –                     | –                     | –                     | 5                     | 3                     | –                     | –                     | –                     | –                     | –                     | –                     | 02                    |
| Dänemark | 111                   | 5                     | 1                     | 10                    | 12                    | 6                     | 4                     | 10                    | 10                    | 2                     | 12                    | 3                     |                       | 7                     | 12                    | 6                     | –                     | –                     | –                     | –                     | 10                    | –                     | 1                     | 16                    |
| Österreich | 097                   | 12                    | 8                     | –                     | –                     | 3                     | 12                    | –                     | –                     | –                     | 7                     | –                     | 4                     |                       | 1                     | –                     | 2                     | 10                    | 8                     | 12                    | 8                     | 5                     | 5                     | 14                    |
| Finnland | 076                   | –                     | 10                    | 8                     | 6                     | 10                    | –                     | –                     | –                     | 1                     | 4                     | 4                     | –                     | 3                     |                       | 10                    | 7                     | 3                     | –                     | –                     | –                     | –                     | 10                    | 12                    |
| Frankreich | 060                   | 3                     | 5                     | 6                     | 4                     | –                     | –                     | –                     | 5                     | –                     | 1                     | 8                     | 3                     | 5                     | 3                     |                       | –                     | 7                     | –                     | 5                     | –                     | 2                     | 3                     | 14                    |
| Spanien | 088                   | 8                     | –                     | –                     | –                     | 2                     | 7                     | 7                     | 4                     | –                     | –                     | 10                    | –                     | –                     | 8                     | 8                     |                       | 4                     | 10                    | 10                    | –                     | 10                    | –                     | 12                    |
| Zypern | 051                   | 2                     | 3                     | 1                     | –                     | –                     | –                     | 6                     | –                     | 6                     | –                     | –                     | 8                     | 2                     | –                     | –                     | –                     |                       | 4                     | 7                     | 12                    | –                     | –                     | 10                    |
| Schweiz | 047                   | 4                     | 4                     | –                     | 10                    | 8                     | –                     | 8                     | –                     | 3                     | –                     | –                     | 2                     | 1                     | –                     | –                     | –                     | –                     |                       | –                     | 7                     | –                     | –                     | 09                    |
| Griechenland | 056                   | –                     | –                     | –                     | 1                     | –                     | 1                     | 5                     | 6                     | 10                    | –                     | –                     | –                     | –                     | –                     | 1                     | 4                     | 12                    | 12                    |                       | 4                     | –                     | –                     | 10                    |
| Island | 000                   | –                     | –                     | –                     | –                     | –                     | –                     | –                     | –                     | –                     | –                     | –                     | –                     | –                     | –                     | –                     | –                     | –                     | –                     | –                     |                       | –                     | –                     | 0                     |
| BR Deutschland | 046                   | 7                     | –                     | 2                     | –                     | –                     | 5                     | 1                     | –                     | 5                     | 6                     | –                     | 7                     | –                     | –                     | –                     | –                     | 1                     | 6                     | 3                     | 3                     |                       | –                     | 11                    |
| Jugoslawien | 137                   | –                     | 12                    | 12                    | 8                     | 12                    | 10                    | 12                    | 7                     | 4                     | 8                     | 5                     | 10                    | 10                    | 7                     | 3                     | –                     | 5                     | 5                     | –                     | 6                     | 1                     |                       | 18                    |
| Die Tabelle ist senkrecht nach der Auftrittsreihenfolge geordnet, waagerecht nach der chronologischen Punkteverlesung. |                       |                       |                       |                       |                       |                       |                       |                       |                       |                       |                       |                       |                       |                       |                       |                       |                       |                       |                       |                       |                       |                       |                       |                       |

### Statistik der Zwölf-Punkte-Vergabe
| Anzahl | Land                   | erhalten von                                           |
| ------ | ---------------------- | ------------------------------------------------------ |
| 5      | Vereinigtes Königreich | Deutschland, Frankreich, Luxemburg, Norwegen, Portugal |
| 4      | Jugoslawien            | Irland, Israel, Türkei, Vereinigtes Königreich         |
| 3      | Dänemark               | Finnland, Niederlande, Schweden                        |
| 3      | Österreich             | Belgien, Griechenland, Italien                         |
| 3      | Schweden               | Dänemark, Jugoslawien, Österreich                      |
| 2      | Griechenland           | Schweiz, Zypern                                        |
| 1      | Italien                | Spanien                                                |
| 1      | Zypern                 | Island                                                 |

### Punktesprecher
| Nr. | Land                   | Sprecher               | Anmerkungen                                            |
| --- | ---------------------- | ---------------------- | ------------------------------------------------------ |
| 01  | Italien                |                        | –                                                      |
| 02  | Israel                 | Yitzhak Shim'oni       | Punktesprecher 1974 bis 1978, 1982, 1983 und seit 1985 |
| 03  | Irland                 | Eileen Dunne           | –                                                      |
| 04  | Niederlande            |                        | –                                                      |
| 05  | Türkei                 |                        | –                                                      |
| 06  | Belgien                |                        | –                                                      |
| 07  | Vereinigtes Königreich | Colin Berry            | Punktesprecher 1977 bis 1979 und seit 1981             |
| 08  | Norwegen               |                        | –                                                      |
| 09  | Portugal               | Margarida Andrade      | Punktesprecherin 1981, 1982 und 1986                   |
| 10  | Schweden               | Agneta Bolme-Börjefors | –                                                      |
| 11  | Luxemburg              |                        | –                                                      |
| 12  | Dänemark               |                        | –                                                      |
| 13  | Österreich             | Tilia Herold           | Punktesprecherin 1982 bis 1984 und seit 1986           |
| 14  | Finnland               | Solveig Herlin         | Punktesprecherin 1982 bis 1984 und seit 1986           |
| 15  | Frankreich             | Marie-Ange Nardi       | –                                                      |
| 16  | Spanien                | Matilde Jarrín         | Punktesprecherin seit 1984                             |
| 17  | Zypern                 | Anna Partelidou        | Punktesprecherin 1981 bis 1987                         |
| 18  | Schweiz                | Michel Stocker         | Punktesprecher seit 1975                               |
| 19  | Griechenland           |                        | –                                                      |
| 20  | Island                 | Erla Björk Skúladóttir | –                                                      |
| 21  | BR Deutschland         | Sandra Maischberger    | Punktesprecherin 1987                                  |
| 22  | Jugoslawien            |                        | –                                                      |